# Vaskjala-Ülemistekanalen
Vaskjala-Ülemistekanalen är en kanal i landskapet Harjumaa i Estland. Den är 10,8 km lång och förbinder Vaskjalareservoaren i sydöst med Ülemistesjön i nordöst.